# Gyokdagh Mets Lerr
Gyokdagh Mets Lerr är ett berg i Armenien. Det ligger i den norra delen av landet, 100 kilometer norr om huvudstaden Jerevan. Toppen på Gyokdagh Mets Lerr är 1 911 meter över havet, eller 347 meter över den omgivande terrängen. Bredden vid basen är 9,0 km.
Terrängen runt Gyokdagh Mets Lerr är huvudsakligen lite bergig. Närmaste större samhälle är Nojemberjan, 15,2 kilometer nordost om Gyokdagh Mets Lerr. 
I omgivningarna runt Gyokdagh Mets Lerr växer i huvudsak lövfällande lövskog. Runt Gyokdagh Mets Lerr är det ganska tätbefolkat, med 62 invånare per kvadratkilometer.